# メジロムサシ
メジロムサシは日本の競走馬。主な勝ち鞍は八大競走の天皇賞。同期に春の中央競馬クラシック戦線を沸かせたタニノムーティエ・アローエクスプレスがいる昭和45年（1970年）世代。メジロ商事初の天皇賞馬となった。

## 戦績
1969年7月12日に中央競馬でデビューした。翌年、2月8日未勝利戦を含む3連勝でクラシック戦線に乗った。だが、晩成型の上に異様なイレ込み癖が仇となりクラシック戦線では上記2頭とは比較にもならず、セントライト記念2着・菊花賞4着と4歳時（当時の表記）は重賞未勝利に終わっている。父ワラビーのズブさも受け継ぎ本格化に時間を要した。ワラビーの産駒は他にナスノセイラン・ナスノヒエンの中山大障害制覇姉弟が居たように、どちらかというと長距離に強い血統であった。
1971年になり3戦目の目黒記念・春で重賞初制覇を果たし、次走は春の天皇賞となった。レース当日の午前中に降った大雨の影響で、田んぼ同様の不良馬場（当時の京都競馬場はダートコース設置前で、全レースが芝コースを使用していた為、天皇賞が行われる頃には馬場が非常に荒れていた）となったレースでは、重馬場得意のオオクラ（ハイセイコーの叔父）との直線の叩き合いを競り勝って優勝した。道悪馬場は非常に巧かった。次走の第12回宝塚記念も一代先輩の僚友・メジロアサマを下して優勝した。
メジロムサシはメジロアサマと天皇賞の前走の目黒記念でもワンツーを決めており、当時『メジロ記念』とも呼ばれた（前述のとおりムサシが優勝した）。さらに、同年秋のハリウッドターフクラブ賞でもワンツーを決めている（この時はムサシが2着）。
同年夏には、函館記念を62キロのトップハンデで優勝。陣営によるこのようなレースの選び方は現在ではほぼ例がない（当時は天皇賞が勝ち抜け制度だったため、斤量を背負わず走れる斤量が定量のレースは、減量騎手（現在の若手騎手に相当）が騎乗可能なオープン競走を除くと宝塚記念・有馬記念程度限られており、しかもこの当時は賞金獲得が高額の競走馬には相当に重い斤量を背負わせるのが一般的であったこともあり『強い馬＝重い斤量克服』の考えが主流だったため、このレース選びはやむを得ないことであった）。
同年暮れの第16回有馬記念にも出走したが、折から勃発した馬インフルエンザ騒動でメジロアサマ、アカネテンリュウ、カミタカの三頭が出走取消となったため、出走6頭中で実績No.1と言われたメジロムサシが1番人気に支持された。しかし力を出し切れず、トウメイの5着に敗れた。
翌年（1972年）、海外遠征を行う事が決まったメジロムサシは、3月のオープンを一叩き（1着）してから渡航し、野平祐二の騎乗で凱旋門賞（ フランス）、ワシントンDCインターナショナル（ アメリカ合衆国）に日本代表として参加したが、どちらも振るわず着外（18着・7着）であった。
その後も1973年まで現役を続け、同年秋のハリウッドターフクラブ賞でタニノチカラの2着に入るなど健闘を見せたが、結局勝利を挙げる事なく、クモハタ記念の6着を最後に引退した。
重馬場決戦となった1971年天皇賞・春のように、長距離で時計が掛かるレースに強かった。

## 引退後
1973年冬のクモハタ記念を最後に引退したメジロムサシは、北海道の胆振種馬場で種牡馬生活を開始した。だが、種牡馬入り後に代表産駒となるはずだったメジロライデン（メジロパーマー産駒で京都ハイジャンプ勝ちの同名馬とは別の馬）の死亡等と、オーナーの愛情の助けがあったメジロアサマに比べツキがなく、後年は北海道を追われ福島県葛尾・栃木県那須と馬産の主流とはほど遠い地で種牡馬生活を送ったため、1981年の最優秀アラブを受賞したアングロアラブのライトオスカーを出した程度に終わった。なお、ライトオスカーは種牡馬入りし、ウズシオタローとの間に牝馬（競走馬デビューはせず）を残すなど、メジロムサシの血統を後世に伝えている。
1989年3月17日、メジロムサシは茨城県の東京大学農学部付属牧場で23歳で死亡した。死因は急性心不全であった。

## 血統表
| メジロムサシの血統（ファラリス系/Foxhunter 4×4=12.50%（父内）、Phalaris 5×5=6.25%（父内）、Bruleur 5×5=6.25%（父内）） | メジロムサシの血統（ファラリス系/Foxhunter 4×4=12.50%（父内）、Phalaris 5×5=6.25%（父内）、Bruleur 5×5=6.25%（父内）） | メジロムサシの血統（ファラリス系/Foxhunter 4×4=12.50%（父内）、Phalaris 5×5=6.25%（父内）、Bruleur 5×5=6.25%（父内）） | （血統表の出典）       | （血統表の出典） |
| 父 *ワラビー Wallaby 1955 黒鹿毛                                                                                       | 父の父Fast Fox 1947 黒鹿毛                                                                                             | Fastnet | Pharos                 | Pharos           |
| 父 *ワラビー Wallaby 1955 黒鹿毛                                                                                       | 父の父Fast Fox 1947 黒鹿毛                                                                                             | Fastnet | Tatoule                |                  |
| 父 *ワラビー Wallaby 1955 黒鹿毛                                                                                       | 父の父Fast Fox 1947 黒鹿毛                                                                                             | Foxcraff | Foxhunter              | Foxhunter        |
| 父 *ワラビー Wallaby 1955 黒鹿毛                                                                                       | 父の父Fast Fox 1947 黒鹿毛                                                                                             | Foxcraff | Philomene              |                  |
| 父 *ワラビー Wallaby 1955 黒鹿毛                                                                                       | 父の母Wagging Tail 1944 鹿毛                                                                                           | Tourbillon | Ksar                   | Ksar             |
| 父 *ワラビー Wallaby 1955 黒鹿毛                                                                                       | 父の母Wagging Tail 1944 鹿毛                                                                                           | Tourbillon | Durban                 |                  |
| 父 *ワラビー Wallaby 1955 黒鹿毛                                                                                       | 父の母Wagging Tail 1944 鹿毛                                                                                           | Foxtail | Foxhunter              | Foxhunter        |
| 父 *ワラビー Wallaby 1955 黒鹿毛                                                                                       | 父の母Wagging Tail 1944 鹿毛                                                                                           | Foxtail | Shrewd                 |                  |
| 母 キヨハ 1947 鹿毛 | 母の父*プリメロ Primero 1931 鹿毛                                                                                      | Blandford | Swynford               | Swynford         |
| 母 キヨハ 1947 鹿毛 | 母の父*プリメロ Primero 1931 鹿毛                                                                                      | Blandford | Blanche                |                  |
| 母 キヨハ 1947 鹿毛 | 母の父*プリメロ Primero 1931 鹿毛                                                                                      | Athasi | Farasi                 | Farasi           |
| 母 キヨハ 1947 鹿毛 | 母の父*プリメロ Primero 1931 鹿毛                                                                                      | Athasi | Athgreany              |                  |
| 母 キヨハ 1947 鹿毛 | 母の母第弐オーイエー 1937 鹿毛                                                                                         | *シアンモア | Buchan                 | Buchan           |
| 母 キヨハ 1947 鹿毛 | 母の母第弐オーイエー 1937 鹿毛                                                                                         | *シアンモア | Orlass                 |                  |
| 母 キヨハ 1947 鹿毛 | 母の母第弐オーイエー 1937 鹿毛                                                                                         | *オーイエー | Ethnarch               | Ethnarch         |
| 母 キヨハ 1947 鹿毛 | 母の母第弐オーイエー 1937 鹿毛                                                                                         | *オーイエー | Forest Lassie F-No.3-e |                  |

- 半兄に中山大障害2着など障害と平地で16勝のホリホツク、日本ダービーを「髪の毛の差」で逃したメジロオー、半姉に東京盃（現東京新聞杯）優勝馬アサマフジがいる。
- 全妹エムプレスチャチャの産駒にはオキノサキガケがいる。